# Anton Kathrein (Unternehmer)
Anton Klaus Kathrein (* 24. September 1984) ist ein deutscher Ingenieur und Unternehmer.

## Leben
Anton Kathrein ist der Sohn von Anton Kathrein junior und der Enkel von Anton Kathrein, der die Kathrein-Werke im Jahr 1919 gründete.
Er besuchte das Sebastian-Finsterwalder-Gymnasium, wo er das Abitur ablegte. Danach studierte er am Elektrotechnischen Institut des Karlsruher Institut für Technologie. Nach dem Tod seines Vaters im Jahr 2012 übernahm er die Kathrein-Werke mit Sitz im oberbayerischen Rosenheim als geschäftsführender und persönlich haftender Gesellschafter. 2013 wurde das Unternehmen vom Handelsblatt in die „Hall of Fame“ der Familienunternehmen aufgenommen.
2014 legte er in Tlaxcala den Grundstein für ein Werk in Mexiko; nach eigener Aussage ein Traum des Großvaters. Kurze Zeit später kündigte er an, die Produktion des Medford-Werkes in Oregon aus Kosteneinsparungsgründen dort hinzuverlegen. Teil der angestrebten Unternehmensumstruktierungen war auch, dass er in der neuen Struktur das Amt des Präsidenten des Verwaltungsrates übernehmen sollte. 2015 wurde unter seiner Führung die Schließung des Werks in Nördlingen zum April 2016 beschlossen und auch bekanntgegeben, dass am Unternehmenssitz in Rosenheim die Serienproduktion eingestellt wird. Im Februar 2015 gründete er die Kathrein Immobilienverwaltung GmbH, deren Geschäftsführer er ebenfalls ist.
Anfang 2013 wurde er Mitglied im Vorstand der bayme-VBM-Region Südost-Bayern. Er ist ebenfalls im Vorstand des ZVEI-Landesstelle Bayern und der VBW. Kathrein ist ehrenamtlicher Richter am Arbeitsgericht Rosenheim und Vorstandsvorsitzender der Kathrein-Kulturstiftung.
Das Geschäft seines Vaters veräußerte er im Jahr 2019 an das schwedische Technologieunternehmen Ericsson.

## Privatleben
Laut Forbes lag Anton Kathrein 2015 mit einem Vermögen in Höhe von 1,7 Milliarden Dollar auf Platz 5 der jüngsten Superreichen. Er ist verheiratet und hat zwei Kinder. Er wohnt im oberbayerischen Brannenburg.